# Maria Adelheid van Cambridge

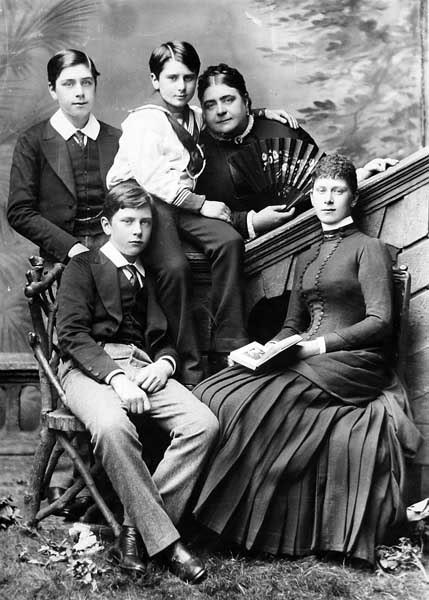
Maria Adelheid staande achter een waaier, met haar drie zoons en enige dochter, de latere Koningin Mary

Maria Adelheid Wilhelmina Elisabeth (Hannover, 27 november 1833 – Richmond Park, 27 oktober 1897) was als kleindochter van koning George III van het Verenigd Koninkrijk een lid van de Britse koninklijke familie. Later kreeg ze door haar huwelijk de titel “Hertogin van Teck”. Ze is vooral bekend als de moeder van koningin Mary van Teck, de echtgenote van koning George V van het Verenigd Koninkrijk.

## Jeugd
Maria Adelheid werd op 27 november 1833 geboren te Hannover, Duitsland, als de dochter van Adolf van Cambridge en Augusta van Hessen-Kassel. Haar vader was de jongste zoon van koning George III van het Verenigd Koninkrijk, haar moeder een kleindochter van landgraaf Frederik II van Hessen-Kassel.
Ze bracht de eerste jaren van haar jeugd door in Hannover, Duitsland, waar haar vader de functie van onderkoning had namens haar ooms koning George IV van het Verenigd Koninkrijk en koning Willem IV van het Verenigd Koninkrijk. Ze hield van lekker eten en haar neiging tot overeten zorgde voor overgewicht, waardoor ze de bijnaam “Fat Mary” kreeg. Na de dood van koning Willem IV besteeg Maria Adelheids nicht, prinses Victoria van Kent, als koningin Victoria van het Verenigd Koninkrijk de troon. Hierdoor was Adolphus van Cambridge niet langer nodig in Hannover en keerde hij met zijn gezin terug naar Londen, waar hij ging wonen in Kensington Palace.

## Huwelijk
Maria Adelheid was op haar dertigste nog steeds ongehuwd; ze was niet erg aantrekkelijk, tamelijk corpulent, had geen goed inkomen en haar leeftijd begon ook steeds meer een rol te spelen. Koningin Victoria had medelijden met haar nicht en trachtte een huwelijk voor haar te regelen. In eerste instantie werd gedacht aan prins Oscar van Zweden maar die wist toen hij - met het doel zich te verloven - naar Engeland reisde en kennis had gemaakt met de prinses zijn huwelijksaanzoek voor zich te houden. Lord Clarendon betwijfelde of er een Duits vorst was die zich zou willen wagen aan "so vast an undertaking" Zij vond uiteindelijk een geschikte huwelijkskandidaat in het huis Württemberg: Frans van Teck, die in 1862 de titel “Eerste Prins van Teck” had gekregen. Hij was van lage afkomst en uit een morganatisch huwelijk geboren, waardoor hij geen recht had op de troon van Württemberg. Omdat Maria Adelheid geen betere huwelijkskandidaten had, besloot ze met hem te trouwen. Het huwelijk werd op 12 juni 1866 te Londen voltrokken. Het paar kreeg vier kinderen:
- Victoria Maria (1867-1953)
- Adolf (1868-1927)
- Frans (1870-1910)
- Alexander (1874-1957)

Na haar huwelijk had Maria Adelheid de titel “Hare Koninklijke Hoogheid Prinses Maria Adelheid, Hertogin van Teck”. Ze verzocht koningin Victoria haar echtgenoot de aanspreektitel “Zijne Koninklijke Hoogheid” te geven, maar Victoria weigerde. In plaats daarvan gaf ze hem in 1887 ter ere van haar gouden jubileum de titel “Zijne Hoogheid”.

## Financiële problemen
Maria Adelheid en Frans besloten in Londen te wonen, waar ze leefden van Maria Adelheids staatsinkomen. Ze konden daar ook amper van rondkomen, dus verzocht Maria Adelheid koningin Victoria om een hoger inkomen. Haar verzoek werd afgewezen, maar ze kregen wel een appartement in Kensington Palace, Londen, en een plattelandshuis in de buurt van Windsor. Ondanks hun bescheiden inkomen leefden Maria Adelheid en Frans erg uitbundig, waardoor ze grote schulden opbouwden. In 1883 zagen ze zich gedwongen te vluchten naar het vasteland van Europa, waar ze bij familieleden in Florence en Duitsland verbleven. In 1885 keerden ze uiteindelijk terug, waarna ze in hun plattelandshuis gingen wonen. Na hun terugkeer wijdde Maria Adelheid haar leven aan allerlei liefdadigheidsinstellingen.

## Betere tijden
In 1891 keerde het tij voor de familie Teck, omdat Mary van Teck (door familieleden “May” genoemd) zich verloofde met prins Albert Victor, hertog van Clarence. Hij was namelijk de oudste zoon van de Prins van Wales, de toekomstige koning Eduard VII. Zes weken na de verloving stierf prins Albert Victor echter. Koningin  Victoria regelde toen een huwelijk met de volgende in de lijn van troonopvolging, namelijk prins George, hertog van York. Door dit huwelijk stegen Maria Adelheid en Frans enorm in aanzien; hun dochter zou immers ooit de koningin van het Verenigd Koninkrijk worden. Maria Adelheid heeft de kroning van haar dochter nooit meegemaakt; Maria Adelheid stierf op 27 oktober 1897 in haar plattelandshuis en werd begraven in de St. George’s Chapel van Windsor Castle.

## Titels
- Hare Koninklijke Hoogheid Prinses Maria Adelheid van Cambridge
- Hare Koninklijke Hoogheid Prinses Maria Adelheid, Hertogin van Teck

## Voorouders
| Kwartierstaat van Maria Adelheid van Cambridge | Kwartierstaat van Maria Adelheid van Cambridge                                                                                 | Kwartierstaat van Maria Adelheid van Cambridge                                                                                 | Kwartierstaat van Maria Adelheid van Cambridge                                                                                | Kwartierstaat van Maria Adelheid van Cambridge                                                                                | Kwartierstaat van Maria Adelheid van Cambridge                                          | Kwartierstaat van Maria Adelheid van Cambridge                                          | Kwartierstaat van Maria Adelheid van Cambridge                                                                      | Kwartierstaat van Maria Adelheid van Cambridge                                                                      |
| ---------------------------------------------- | --- | --- | --- | --- | --------------------------------------------------------------------------------------- | --------------------------------------------------------------------------------------- | --- | --- |
| Overgrootouders                                | Prins Frederik van Groot-Brittannië, prins van Wales (1707-1751) ∞ 1736 Prinses Augusta van Saksen-Gotha-Altenburg (1719-1772) | Prins Frederik van Groot-Brittannië, prins van Wales (1707-1751) ∞ 1736 Prinses Augusta van Saksen-Gotha-Altenburg (1719-1772) | Prins Karel van Mecklenburg-Strelitz (1708-1752) ∞ 1735 Prinses Elisabeth Albertine van Saksen-Hildburghausen (1713-1761)     | Prins Karel van Mecklenburg-Strelitz (1708-1752) ∞ 1735 Prinses Elisabeth Albertine van Saksen-Hildburghausen (1713-1761)     | Frederik II van Hessen-Kassel (1720-1785) ∞ 1740 Prinses Maria van Hannover (1723-1772) | Frederik II van Hessen-Kassel (1720-1785) ∞ 1740 Prinses Maria van Hannover (1723-1772) | Karel Willem van Nassau-Usingen (1735-1803) ∞ 1760 Carolina Felicitas van Leiningen-Dagsburg-Heidesheim (1734-1810) | Karel Willem van Nassau-Usingen (1735-1803) ∞ 1760 Carolina Felicitas van Leiningen-Dagsburg-Heidesheim (1734-1810) |
| Grootouders                                    | Koning George III van het Verenigd Koninkrijk (1738-1820) ∞ 1761 Prinses Sofia Charlotte van Mecklenburg-Strelitz (1744-1818)  | Koning George III van het Verenigd Koninkrijk (1738-1820) ∞ 1761 Prinses Sofia Charlotte van Mecklenburg-Strelitz (1744-1818)  | Koning George III van het Verenigd Koninkrijk (1738-1820) ∞ 1761 Prinses Sofia Charlotte van Mecklenburg-Strelitz (1744-1818) | Koning George III van het Verenigd Koninkrijk (1738-1820) ∞ 1761 Prinses Sofia Charlotte van Mecklenburg-Strelitz (1744-1818) | Frederik van Hessen-Kassel (1747-1837) ∞ 1786 Carolina van Nassau-Usingen (1762-1823)   | Frederik van Hessen-Kassel (1747-1837) ∞ 1786 Carolina van Nassau-Usingen (1762-1823)   | Frederik van Hessen-Kassel (1747-1837) ∞ 1786 Carolina van Nassau-Usingen (1762-1823)                               | Frederik van Hessen-Kassel (1747-1837) ∞ 1786 Carolina van Nassau-Usingen (1762-1823)                               |
| Ouders                                         | Adolf van Cambridge (1774-1850) ∞ 1818 Prinses Augusta van Hessen-Kassel (1797-1889)                                           | Adolf van Cambridge (1774-1850) ∞ 1818 Prinses Augusta van Hessen-Kassel (1797-1889)                                           | Adolf van Cambridge (1774-1850) ∞ 1818 Prinses Augusta van Hessen-Kassel (1797-1889)                                          | Adolf van Cambridge (1774-1850) ∞ 1818 Prinses Augusta van Hessen-Kassel (1797-1889)                                          | Adolf van Cambridge (1774-1850) ∞ 1818 Prinses Augusta van Hessen-Kassel (1797-1889)    | Adolf van Cambridge (1774-1850) ∞ 1818 Prinses Augusta van Hessen-Kassel (1797-1889)    | Adolf van Cambridge (1774-1850) ∞ 1818 Prinses Augusta van Hessen-Kassel (1797-1889)                                | Adolf van Cambridge (1774-1850) ∞ 1818 Prinses Augusta van Hessen-Kassel (1797-1889)                                |
| Maria Adelheid van Cambridge (1833-1897)       | | | | |                                                                                         |                                                                                         | | |

- Bibliothèque nationale de France: cb162445115 (data)
- Gemeinsame Normdatei: 1092226036
- International Standard Name Identifier: 0000 0000 2346 7050
- Library of Congress Control Number: n84050914
- Nationale Bibliotheek van Israël: 987007277839805171
- Nederlandse Thesaurus van Auteursnamen: 136554660
- Istituto Centrale per il Catalogo Unico: LO1V154797
- Virtual International Authority File: 316447694
- WorldCat: E39PBJgtbfHXKK4PbjKt7XYMfq